# Zhao Jiwei
Zhao Jiwei (趙繼偉T, 赵继伟S, Zhào JìwěiP; Anshan, 25 agosto 1995) è un cestista cinese.

## Carriera
Con la Cina ha disputato i Campionati asiatici del 2015, i Giochi olimpici di Rio de Janeiro 2016 e i Campionati mondiali del 2019.